# Río Clutha
El Clutha es el segundo río más largo de Nueva Zelanda, fluyendo hacia el suroeste durante 340 kilómetros hacia el Océano Pacífico. Desemboca a unos 75 kilómetros de Dunedin. Es el río más caudaloso del país, encontrándose en la Isla Sur. Atraviesa la localidad de Balclutha.   